# Proacidalia transversa
Proacidalia transversa är en fjärilsart som beskrevs av Barend J. Lempke 1956. Proacidalia transversa ingår i släktet Proacidalia och familjen praktfjärilar. Inga underarter finns listade i Catalogue of Life.